# Dot Marie Jones
Dorothy-Marie 'Dot' Jones (Turlock, 4 januari, 1964) is een Amerikaans actrice. Ze werd in zowel 2011, 2012 als 2013 genomineerd voor de Emmy Award voor beste actrice in een gastrol voor haar vertolking van Shannon Beiste in de serie Glee.

## Biografie

### Jeugd
Jones groeide op in Hilmar, Californië. Al op jonge leeftijd raakte ze betrokken bij competities. Ze werd onder meer jeugdkampioen gewichtheffen.

### Acteursleven
Jones had in haar jeugd nooit het idee om te gaan acteren, maar werd tijdens het bodybuilding ontdekt door Shirley Eson. Eson vroeg Jones of ze interesse had in een rol van gladiator. Jones accepteerde de rol. Tussen 1990 en 2000 speelde ze een paar kleine bijrollen. Jones ging veel om met de co-bedenker van Glee , Ryan Murphy. Toen hij haar in de supermarkt vroeg of ze in de show wilde, werd de rol van coach Shannon Beiste voor haar gecreëerd. Jones speelde de rol vervolgens van 2010 tot en met de laatste aflevering van de serie in maart 2015.

## Selecte lijst van filmografie

### Televisie
| jaar      | Show                            | Rol                 | Notities                                                                                                 |
| --------- | ------------------------------- | ------------------- | --- |
| 1992      | Knights and Warriors            | Lady Battleaxe      | Bijrol                                                                                                   |
| 1994      | Full House                      | Muscular woman      | 1 aflevering: "I've Got a Secret"                                                                        |
| 1994      | Married... with Children        | Dot                 | 2 afleveringen: "Business Sucks: Part 1", en "Business Still Sucks: Part 2"                              |
| 1995      | Married... with Children        | Dot                 | 2 afleveringen: "The Weaker Sex", "Reverend Al"                                                          |
| 1997      | Roseanne                        | Black Widow         | 1 aflevering: "Roseanne-Feld"                                                                            |
| 1998      | Tracey Takes On...              | vrouwelijke golfer  | 1 aflevering: "Religion"                                                                                 |
| 1998      | Dharma & Greg                   | Hey-19              | 1 aflevering: "Invasion of the Buddy Snatcher"                                                           |
| 1998      | Cybill                          | Suspect #5          | 1 aflevering: "Daddy"                                                                                    |
| 2000      | Chicago Hope                    | Death Angel         | 1 aflevering: "Cold Hearts"                                                                              |
| 2001      | Lizzie McGuire                  | Coach Kelly         | 5 afleveringen: "Rated Aargh", "Scarlett Larry", "I've Got Rhythmic", "Pool Party", en "One of the Guys" |
| 2002      | She Spies                       | Leon                | 1 aflevering: "Perilyzed"                                                                                |
| 2004      | My Wife and Kids                | Toni                | 1 aflevering: "Class Reunion"                                                                            |
| 2006      | The Suite Life of Zack and Cody | Gretel              | 1 aflevering: "Bowling"                                                                                  |
| 2008      | iCarly                          | gevangenisbewaarder | 1 aflevering: "iChristmas"                                                                               |
| 2009      | Nip/Tuck                        | Tess                | 3 aflevering: "Dawn Budge II", "Allegra Caldarello", en "Giselle Blaylock & Legend Chandler"             |
| 2009      | Desperate Housewives            | gevangenisbewaarder | 1 aflevering: "Look Into Their Eyes and You See What They Know"                                          |
| 2009      | Prison Break                    | Skittlez            | 2 afleveringen: "The Old Ball and Chain" en "Free"                                                       |
| 2010-2015 | Glee                            | Shannon Beiste      | 47 afleveringen, 2010-2015                                                                               |

### Films
| Jaar | Film                          | Rol                      | Notities      |
| ---- | ----------------------------- | ------------------------ | ------------- |
| 1998 | Patch Adams                   | Miss Meat                |               |
| 1999 | The Boondock Saints           | Rosengurtle Baumgartener |               |
| 2002 | Stray Dogs                    | Jolene Carter            |               |
| 2006 | Material Girls                | Butch Brenda             |               |
| 2009 | Prison Break: The Final Break | Skittlez                 | Televisiefilm |

- Library of Congress Control Number: no2012035664
- Nationale Bibliotheek van Israël: 987012385063905171
- Virtual International Authority File: 233222931
- WorldCat: E39PBJwxFFc6GDKHBXmx7g3CwC